# Усора (область)
Усора (сербохорв. Usora) — средневековая область на северо-востоке современной Боснии и Герцеговины.

## История
Средневековая жупа Усора располагалась в нижнем течении реки Босны и её левого притока — реки Усоры. В 1204 году территория области вошла в состав Боснийского государства. Под своим названием впервые упоминается в 1225 году. Усорой управлял сын бана Степана — князь Сибислав, после чего и бан Нинослав. В 1253 году венгерский король Бела IV, завладевший Усорой, включил её в состав своей бановины Усора и Соли. Впоследствии область находилась под управлением Хенрика Гисинговца, матери венгерского короля Ласлы IV Куна — Елизаветы Куманской, сербского короля Драгутина (ум. 1316), после смерти которого вновь вернулась под венгерскую корону. 
При боснийском бане Степане II Котроманиче в 1324 году Усора вошла в состав Боснии. Хотя Степан II был венгерским вассалом, но на лицевой стороне своей печати он сделал надпись: «Печать господина Стипана бана свободного господина всей земли Боснийской». А на оборотной: «Усорской, Сольской и Дольно-Краинской и всей земли Хумской». 
В конце XIV — первой четверти XV века за обладание Усорой боролись король Венгрии Сигизмунд и местное дворянство, в результате чего в 1408 году победу одержал Сигизмунд. Одна часть области отошла к Венгрии, а другая осталась под властью Боснии до её присоединения к Сербской деспотовине в 1432 году. Начиная с бана Степана Томаша и до завоевания Боснии турками в 1463 году область находилась в составе Боснии. В конце 1463 года Усора была захвачена венгерским королём Матьяшем I. До окончательного занятия области турками около 1512 года находилась в Сребреницкой бановине. Впоследствии входила в османские санджаки: Боснийский и Зворницкий. Центрами области являлись Добой, Добор, Сокол, Сребреник, Тешань и Тишница.